# Rasswiet (przystanek kolejowy)
Rasswiet (biał. Рассвет, ros. Рассвет) – przystanek kolejowy w miejscowości Hancewicze, w rejonie hancewickim, w obwodzie brzeskim, na Białorusi. Leży na linii Równe – Baranowicze – Wilno.